# Asumanu
Asumanu is een bestuurslaag in het regentschap Belu van de provincie Oost-Nusa Tenggara, Indonesië. Asumanu telt 1770 inwoners (volkstelling 2010).